# Osso sacro di Tequixquiac
L'osso sacro di Tequixquiac è una scultura ossea del periodo preistorico.

## Ritrovamento
Il pezzo è stato trovato a Tequixquiac, durante lo scavo del tunnel di drenaggio profondo di Città del Messico. Tequixquiac è un comune in cui maggiori scoperte sono state fatte in termini di materiale fossile è interessato, anche se nel corso del tempo il terreno e la vegetazione sono sepolti resti di uomini e animali e, successivamente, sono stati trovati per caso, come è il caso il "Sacro di Tequixquiac" ritrovato il 4 febbraio 1870, a dodici metri di profondità, durante la costruzione del sistema fognario della città di Messico, questo fossile è considerato come un esempio di arte e ha suggerito che gli fu dato il valore scientifico per la preistoria delle Americhe.
Uno dei ritrovamenti più salienti dell'arte primitiva in America è stato trovato in questo comune, prese il nome di Sacro di Tequixquiac,, che è inutile e riflettere solo senso ideologico dell'artista che ha scolpito il pezzo di osso un Camelidae 22.000 anni a.C..

## Simbolismo
Probabilmente rappresenta il volto di un maiale o un coyote, intagliato nell'osso sacro di un animale preistorico che è attualmente estinto in questa regione.

## Caratteristiche
- Stile: arte preistorica
- Tecnica: intaglio.
- Materiale: osso.
- Altezza: 25 centimetri.

## Conservazione
Il pezzo è in mostra permanente nel Museo nazionale di antropologia a Città del Messico.